# Jasiorówka
Jasiorówka (prononciation : [jaɕɔˈrufka]) est un village polonais, situé dans la gmina de Łochów de la Powiat de Węgrów et dans la voïvodie de Mazovie dans le centre-est de la Pologne.
Il se situe à environ 3 kilomètres au nord de Łochów, 27 kilomètres au nord-ouest de Węgrów et à 62 kilomètres au nord-est de Varsovie.